# اندیس آنومالی بیدآو
آنومالی بیدآو یک اندیس فلزی است که در حوالی شهر سبزواران استان کرمان قرار دارد و مادهٔ معدنی موجود در آن، طلا است.سنگ میزبان این اندیس گرانیت کالکو‌آلکالن است  